# Gare de Vitrolles-Aéroport-Marseille-Provence
La gare de Vitrolles-Aéroport-Marseille-Provence (VAMP) est une gare ferroviaire française de la ligne de Paris-Lyon à Marseille-Saint-Charles, située au lieu-dit les Aymards, ZI de Couperigne, sur le territoire de la commune de Vitrolles, dans le département des Bouches-du-Rhône, en région Provence-Alpes-Côte d'Azur.
Ouverte en 2008, à proximité de l'ancienne gare de Vitrolles (fermée), c'est une halte de la Société nationale des chemins de fer français (SNCF), desservie par des trains régionaux du réseau TER Provence-Alpes-Côte d'Azur.

## Situation ferroviaire
Établie à 41 mètres d'altitude, la gare de Vitrolles-Aéroport-Marseille-Provence est située au point kilométrique (PK) 840,000 de la ligne de Paris-Lyon à Marseille-Saint-Charles, entre les gares de Rognac et de Pas-des-Lanciers.

## Histoire

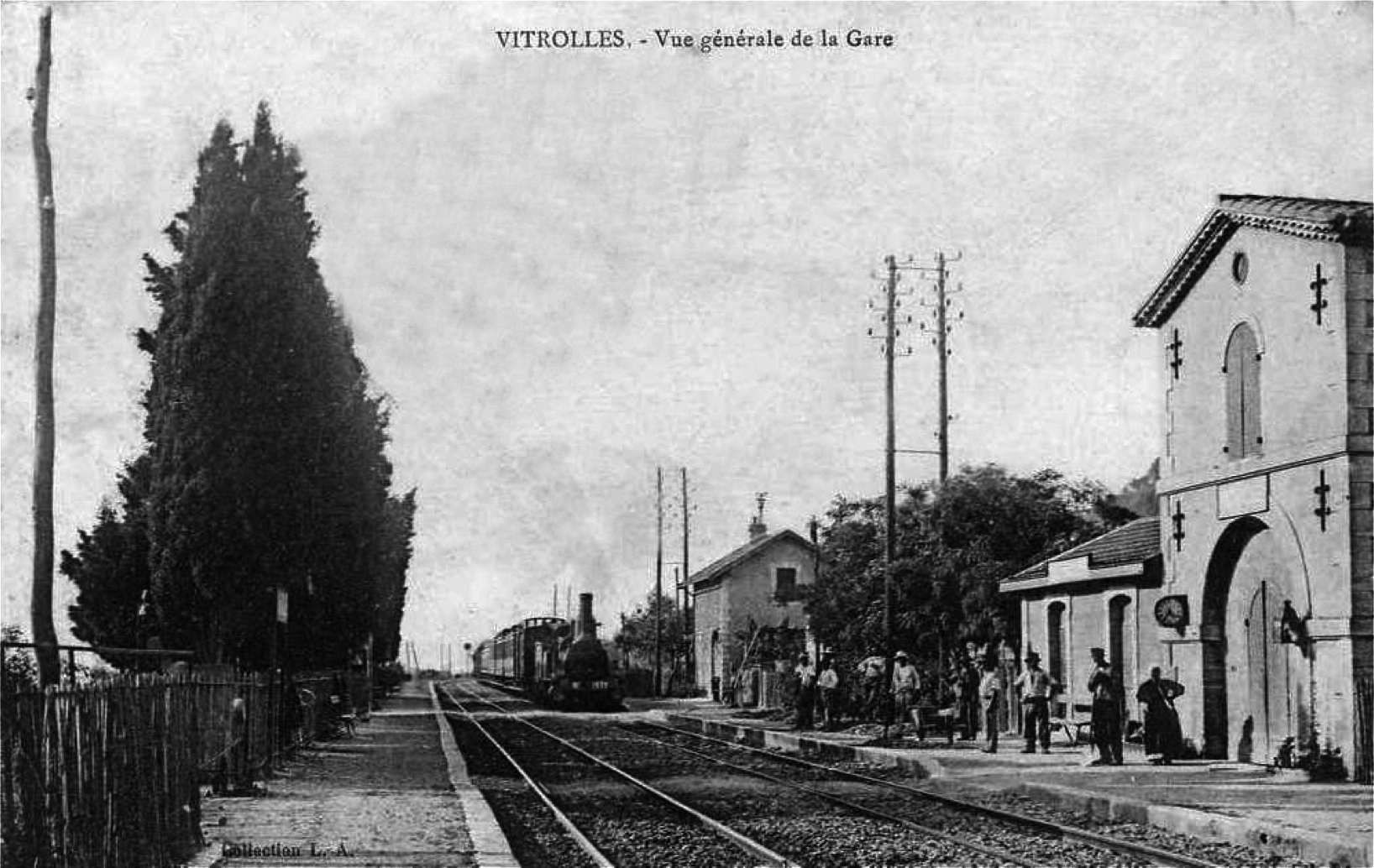
L'ancienne gare au temps de la vapeur.

Vitrolles est l'une des stations prévues sur le chemin de fer d'Avignon à Marseille concédé le 24 juillet 1843 à Paulin Talabot, Joseph Ricard, Chaponnière et Étienne Émilien Rey de Foresta, suivant les clauses du cahier des charges du 31 mars 1843, modifié le 12 juin. La Compagnie du chemin de fer de Marseille à Avignon met la ligne en service par tronçons successifs entre 1847 et 1849.
La gare originelle de Vitrolles est finalement fermée à tous trafics[Quand ?].
Au début du XXIe siècle la Société nationale des chemins de fer français (SNCF) crée une nouvelle gare dénommée Vitrolles-Aéroport-Marseille-Provence, elle remplace l'ancienne gare de Vitrolles située à quelques centaines de mètres en amont sur le boulevard Henry-Loubet, et l'ancienne halte de Marignane située à 400 mètres en aval. Elle est le point central d'un aménagement multimodal comportant un parking SNCF payant de 430 places avec gardiennage, un local vélos, des stations pour les bus et navettes de l'aéroport Marseille-Provence, ainsi qu'un arrêt taxis. Ouverte le 14 décembre 2008, elle est inaugurée le 23 janvier 2009. Cette nouvelle infrastructure qui prend la forme d'une halte ferroviaire à accès libre bénéficie d'un service de trains Ter cadencé au rythme de 40 dessertes par jour au lieu de 7 dans l'ancienne gare. Des trajets directs mettent la gare de Marseille-Saint-Charles à 16 minutes.
En février 2014, la SNCF ouvre un « point de vente agréé TER » dans l'aéroport.

## Fréquentation
De 2015 à 2023, selon les estimations de la SNCF, la fréquentation annuelle de la gare s'élève aux nombres indiqués dans le tableau ci-dessous.
| Année                      | 2015    | 2016    | 2017    | 2018    | 2019    | 2020    | 2021    | 2022    | 2023    |
| -------------------------- | ------- | ------- | ------- | ------- | ------- | ------- | ------- | ------- | ------- |
| Voyageurs                  | 640 000 | 651 615 | 662 865 | 570 557 | 608 933 | 371 747 | 407 431 | 548 809 | 589 410 |
| Voyageurs et non voyageurs | 800 001 | 814 519 | 828 781 | 713 446 | 761 167 | 464 684 | 509 288 | 686 011 | 736 763 |

## Service des voyageurs

### Accueil

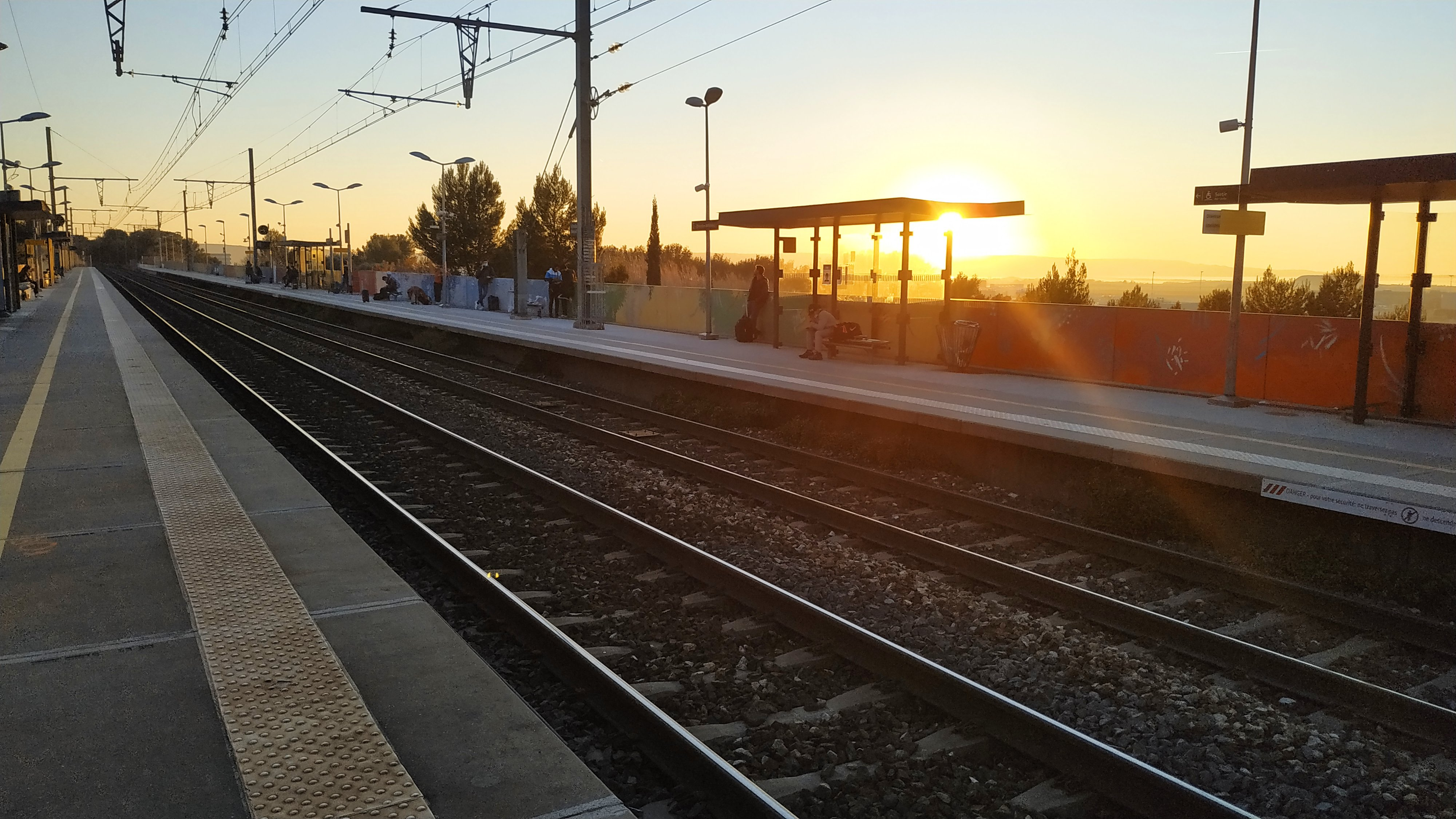
Voies et quais de la gare.

Halte SNCF, elle dispose dans l'aéroport d'un espace voyageurs, avec un guichet, ouvert tous les jours. Elle est équipée d'automates permettant l'achat des titres de transport TER et dispose d'abris de quai. À l'aéroport, on trouve également deux distributeurs automatiques de billets. Elle est aménagée pour l'accès des personnes à mobilité réduite.

### Desserte
La gare est desservie par les trains TER Provence-Alpes-Côte d'Azur de la ligne 07 Marseille-Miramas (via Port de Bouc et Rognac). Ces trains circulent notamment en direction de Marseille-Saint-Charles, Avignon et Nîmes. Aux heures de pointe, des circulations supplémentaires la relie vers Arenc-Euroméditerranée et Marseille-Blancarde. Enfin, les trains TER à longs parcours des liaisons Marseille-Valence-Lyon, Marseille-Montpellier-Perpignan desservent la gare.

### Intermodalité
Une navette bus gratuite permet les correspondances entre l'aéroport Marseille-Provence et la gare SNCF (cinq minutes de trajet). Sa fréquence est d'un départ et d'une arrivée à chaque départ et arrivée d'un train. Un parking payant (5 € par jour) pour les véhicules routiers et un local pour les vélos y sont aménagés.

#### Projet de téléphérique
Le conseil de la métropole d'Aix-Marseille-Provence approuve en janvier 2023 le financement et le lancement d'études préliminaires à la construction d'un téléphérique entre la gare et l'aéroport avec une station intermédiaire à Airbus Helicopters. Le temps de trajet sera de 6 minutes pour une distance d'un kilomètre. Il pourra transporter jusqu'à 1 200 voyageurs par heure. Son coût est estimé à 30 millions d'euros et la mise en service est prévue en 2027.